# Ernst Meister
Ne doit pas être confondu avec Ernst Meister (acteur).
Compléments
Académie allemande pour la langue et la littérature
Ernst Meister, né le 3 septembre 1911 à Haspe (Hagen) et mort le 15 juin 1979 à Hagen, est un écrivain et poète allemand.

## Biographie
Ernst Meister nait le 3 septembre 1911 dans le quartier de Haspe à Hagen-Haspe, où il passera presque toute sa vie. Son premier recueil de poésie est publié en 1932. C'est la période de la montée des nazis. Enrôlé dans l'armée, Meister est blessé à plusieurs reprises. Après la guerre, il travaille dans l'usine de son père. Il publie des poèmes, des nouvelles et des essais, d'abord dans la petite maison d'édition bibliophile Eremitenpresse.
L'œuvre d'Ernst Meister est difficilement accessible. Il s'est principalement penché sur son monde intérieur, dans un style résolument moderne et une poésie de plus en plus concise. Meister n'était connu dans le monde littéraire que quelques années avant sa mort. Nicolas Born et Peter Handke lui ont assuré le prix Pétrarque. Le prix Georg-Büchner lui est attribué en 1979. Il ne viendra jamais le chercher, il meurt d'une défaillance cardiaque deux jours après avoir appris qu'il en était lauréat. La cérémonie de Darmstadt a lieu à titre posthume et la veuve de Meister, Else, reçoit le prix des mains du président de l'Académie, Peter de Mendelssohn. Peu après, l'auteur et son œuvre tombèrent pratiquement dans l'oubli.
Le prix Ernst Meister est créé en 1981 en mémoire du poète et décerné à intervalles irréguliers depuis par la ville de Hagen.

## Œuvres traduites en français
- Les Yeux, les Barques [« Die Formel und die Stätte" & "Lichtes Labyrinth » (extraits)], trad. de Flora Klee-Palyi et Louis Guillaume, Paris, Éditions André Silvaire, 1960, 11 p. (BNF 37389458)
- Au-delà de l’eau delà [« Flut und Stein » (extrait)], trad. de Eckhart Koch et Louis Guillaume, Paris, Éditions André Silvaire, 1964, 71 p. (BNF 37389457)
- Médecin sans scrupules [« Arzt ohne Gnade »], trad. de Jeanne-Marie Gaillard-Paquet, Paris, Éditions Les Presses de la Cité, 1971, 71 p. (BNF 35144425)
- Espace sans paroi [« Wanderloser Raum »], trad. de Jean-Claude Schneider, Condé-sur-Noireau, France, Atelier La Feugraie, coll. « L’allure du chemin. Domaine étranger », 1992, 124 p.  (ISBN 2-905408-16-2)
- Dans la faille du temps, précédé de L’Étrange Année [« Sage vom Ganzen den Satz. Im Zeitspalt »], trad. de Françoise Lartillot et Denis Thouard, Paris, Éditions de La Différence, coll. « Littérature. Le fleuve et l’écho », 1993, 251 p.  (ISBN 2-7291-0968-4)
- L’Étoile du possible (choix), trad. de Denis Thouard et Françoise Lartillot, Paris, Éditions de La Différence, coll. « Orphée », 1993, 127 p.  (ISBN 2-7291-0942-0)
- Ombres, précédé de Dis la phrase du tout [« Schatten, Sage vom Ganzen den Satz »], trad. de Hugo Hengl et Lambert Barthélémy, Les Cabannes, France, Fissile Éditions, 1998, 160 p.  (ISBN 2-916164-22-7)